# Joseph Marie Régis Belzile
Joseph Marie Régis Belzile OFMCap (* 13. März 1931 in Amqui, Québec, Kanada; † 4. September 2018 in Montreal) war ein kanadischer Ordensgeistlicher und römisch-katholischer Bischof von Moundou.

## Leben
Joseph Marie Régis Belzile trat der Ordensgemeinschaft der Kapuziner bei und empfing ihn am 11. Februar 1961 das Sakrament der Priesterweihe.
Papst Paul VI. ernannte ihn am 19. Dezember 1974 zum Bischof von Moundou. Die Bischofsweihe spendete ihm der Apostolische Delegat im Tschad und in der Volksrepublik Kongo, Erzbischof Mario Tagliaferri, am 6. April 1975; Mitkonsekratoren waren Joachim N’Dayen, Erzbischof von Bangui, und Samuel-Louis-Marie-Antoine Gaumain OFMCap, emeritierter Bischof von Moundou.
Johannes Paul II. nahm am 9. März 1985 seinen vorzeitigen Rücktritt an.